# Vadaby
Vadaby är kyrkbyn i Vada socken i Vallentuna kommun i Uppland, och ligger drygt 2 km nordnordväst om Karby.
I byn ligger Vada kyrka.